# Lontarus
Lontarus, na classificação taxonômica de Jussieu (1789),  é o nome de um gênero  botânico,  ordem  Palmae,  classe Monocotyledones com estames perigínicos (quando os estames se inserem à volta do nível do ovário).